# Pirámide de Akapana

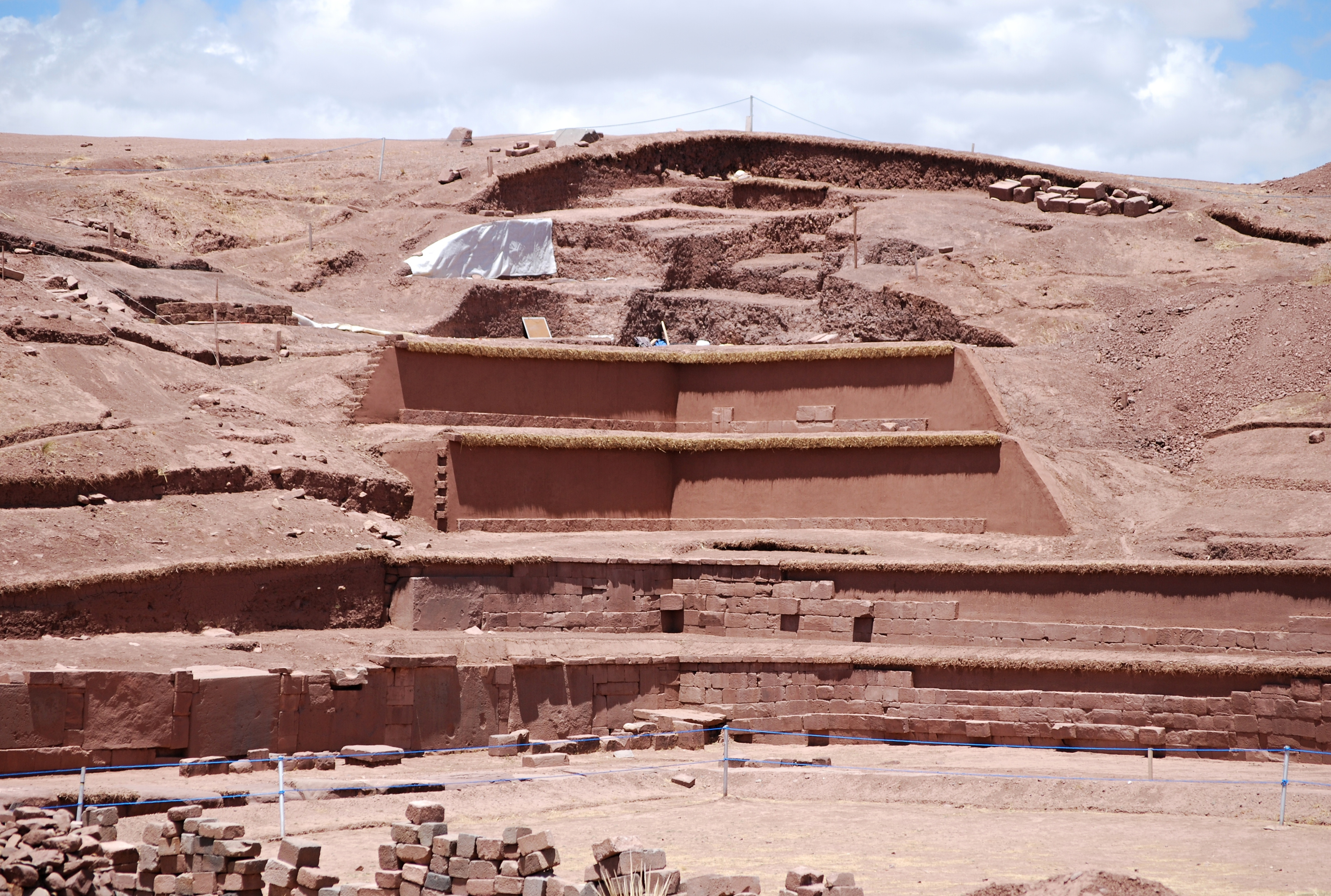
Vista de las excavaciones arqueológicas de la pirámide.

Akapana (más correcto Akkapana, pronunciado Ak-kapana) es un montículo artificial con forma de plataforma que se encuentra en el sitio arqueológico de Tiwanaku en Bolivia, ubicada en el departamento de La Paz al oeste del país. 

## Ubicación
Está a 70 km de la ciudad de La Paz, sede de gobierno del país.

## Características
Tiene 194 metros de largo y 182 de ancho, con un perímetro de 800 m y una altura de 18 metros. Está constituida por 7 terrazas escalonadas sostenidas por muros de contención diferentes para cada nivel, lo cual sugiere un tiempo largo de construcción. Estas terrazas son separadas por muros de piedra arenisca labrada que fueron rellenados con sedimentos y luego compactados.
Se cree que los tiahuanacotas la usaban como lugar de culto, pues en su cima existía un templete semisubterraneo en forma de cruz. Se cree que fue un templo dedicado al sol u otras deidades astrales. Destaca la ubicación de la Akapana señalando a los puntos cardinales.
El primer nivel destaca por su revestimiento en piedra almohadillada, los siguientes niveles presentan sillares rectangulares que sobresalen por la perfección en sus cortes.
Su ingreso principal era por el oeste a través de escalinatas, a ambos lados de la escalinata destacaban los relieves esculpidos con el motivo del chachapuma (hombre-puma), estos relieves hoy se encuentran en el Museo regional de Arqueología de Tiwanaku.